# Canton de Castifao-Morosaglia
Le canton de Castifao-Morosaglia est une ancienne division administrative française, située dans le département de la Haute-Corse et la collectivité territoriale de Corse.

## Géographie
Il était situé au nord de l'arrondissement de Corte, dans la moyenne vallée du Golo, de part et d'autre de ce fleuve. Il s'organisait autour de la ville de Ponte-Leccia qui, administrativement, est un « hameau » de la commune de Morosaglia, chef-lieu du canton.

## Histoire

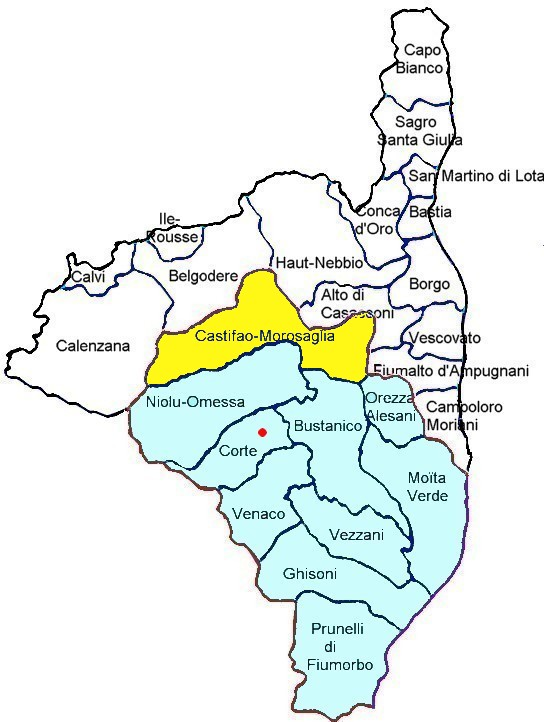
Localisation du canton de Castifao-Morosaglia avant 2015 (en jaune) dans l'arrondissement de Corte (en bleu).

En 1790, les anciennes pièces de Caccia et de Rostino deviennent respectivement des cantons et prennent 1828 le nom de leurs chefs-lieux respectifs, de Castifao et Morosaglia. Ils fusionnent en 1973 et donnent naissance au canton de Castifao-Morosaglia.
Celui-ci est supprimé par le décret du 26 février 2014 qui entre en vigueur lors des élections départementales de mars 2015. Il est englobé dans le canton de Golo-Morosaglia, créé en 2015.

## Administration

### Conseillers généraux du Canton de Castifao (1833-1973)
- De 1833 à 1848, les cantons de Castifao et de Piedicorte avaient le même conseiller général. Le nombre de conseillers généraux était limité à 30 par département[2].

| Période     | Période           | Identité                                           | Étiquette     | Qualité                                                                                       |
| ----------- | ----------------- | -------------------------------------------------- | ------------- | --------------------------------------------------------------------------------------------- |
| 1833        | 1848              | François Auguste Benedetti                         |               | Propriétaire, juge de paix, maire de Corte (1830-1837)                                        |
| 1848        | 1852              | Jacques Marie Giorgi                               |               | Médecin à Moltifao                                                                            |
| 1852        | 1855              | François-Antoine Grimaldi d'Esdra                  |               | Propriétaire, maire de Castifao                                                               |
| 1855        | 1855 (annulation) | Jean Nicolas Grimaldi d'Esdra                      |               | Propriétaire, juge à Calvi                                                                    |
| 1855        | 1864              | Liberato Reparato Polidori (1809-1876)             |               | Propriétaire, avocat, juge de paix à Morosaglia                                               |
| 1864        | 1871              | Jean Nicolas Grimaldi d'Esdra                      |               | Propriétaire, juge à Calvi                                                                    |
| 1864        | 1871              | Noël Giorgi                                        |               | Propriétaire à Moltifao                                                                       |
| 1871        | 1873 (démission)  | François Antoine Grimaldi d'Esdra                  |               | Nommé juge de paix à Calacuccia                                                               |
| 1873        | 1877              | Noël Giorgi                                        |               | Propriétaire à Moltifao                                                                       |
| 1877        | 1883              | Paul André Grimaldi d'Esdra                        | Droite        | Avocat puis Juge au Tribunal civil de Calvi puis de Corte puis de Bastia puis de Dax (Landes) |
| 1883        | 1889              | Joseph Marie Grimaldi d'Esdra (frère du précédent) | Républicain   | Propriétaire à Castifao                                                                       |
| 1889        | 1890 (annulation) | Ange-Michel Vincentelli                            |               | Greffier de la justice de paix à Castifao                                                     |
| 1890        | 1893 (décès)      | Joseph Marie Grimaldi d'Esdra                      | Républicain   | Propriétaire à Castifao                                                                       |
| 1893        | 1896 (annulation) | Paul André Grimaldi d'Esdra                        | Républicain   | Avocat à Castifao                                                                             |
| 1896        | 1897 (annulation) | François Trojani                                   | Bonapartiste  | Abbé à Asco                                                                                   |
| 1897        | 1908 (annulation) | Jean François Zuccarelli                           | Républicain   | Docteur en médecine à Corte                                                                   |
| 1908        | 1922              | Césaire Colombani (1877-?)                         |               | Industriel à Moltifao Conseiller du commerce extérieur                                        |
| 1922        | 1931              | Joseph-Marie Grimaldi d'Esdra (1874-1950)          | Rad.ind.      | Propriétaire-exploitant, maire de Castifao (1910-1946)                                        |
| 1931        | 1940              | M. Colombani                                       | RG            |                                                                                               |
|             |                   |                                                    |               |                                                                                               |
| 1945        | 1950 (décès)      | Joseph-Marie Grimaldi d'Esdra                      | Rad.          | Ancien maire de Castifao                                                                      |
| 4 mars 1951 | 1955              | Lucien Filippi                                     | Rad.          | Maire de Castifao                                                                             |
| 1955        | 1958              | M. Vincenti                                        | DVD           |                                                                                               |
| 1958        | 1973              | Félicien Filippi                                   | Rad. puis MRG | Maire de Castifao                                                                             |

### Conseillers d'arrondissement du canton de Castifao (de 1833 à 1940)
| Période                                  | Période | Identité                              | Étiquette               | Qualité |
| ---------------------------------------- | ------- | ------------------------------------- | ----------------------- | --- |
| 1833                                     |         | M. Grimaldi                           |                         | Juge de paix, propriétaire à Moltifao                                                                       |
|                                          |         |                                       |                         | |
| 1855                                     |         | Jean-Pie Grimaldi d'Esdra (1818-1894) |                         | Propriétaire à Castifao                                                                                     |
|                                          |         |                                       |                         | |
| avant 1877                               |         | Antoine Aliotti                       |                         | |
|                                          |         |                                       |                         | |
| 1892                                     |         | Marc Colombani                        | Républicain indépendant | Propriétaire à Moltifao                                                                                     |
|                                          |         |                                       |                         | |
| av.1934                                  | 1940    | M. Pierrini                           |                         | |
| 1940                                     |         |                                       |                         | Les conseils d'arrondissement ont été suspendus par la loi du 12 octobre 1940 et n'ont jamais été réactivés |
| Les données manquantes sont à compléter. |         |                                       |                         | |

### Conseillers généraux du Canton de Morosaglia (1833-1973)
- De 1833 à 1848, les cantons de Morosaglia et de Saint-Laurent (San Lorenzo) avaient le même conseiller général. Le nombre de conseillers généraux était limité à 30 par département[2].

| Période         | Période           | Identité                                                 | Étiquette              | Qualité                                                                             |
| --------------- | ----------------- | -------------------------------------------------------- | ---------------------- | ----------------------------------------------------------------------------------- |
| 1833            | 1842              | Jean-Victor Saliceti (1780-1853)                         |                        | Capitaine en réforme Propriétaire à Saliceto                                        |
| 1842            | 1848              | Pascal Colle (1791-1867)                                 |                        | Capitaine en retraite Percepteur, maire de Morosaglia                               |
| 1848            | 1852              | Didier Mariani                                           |                        | Abbé desservant à Monte                                                             |
| 1852            | 1861              | Liberato Reparato Polidori (1809-1876, fils de Giovanni) |                        | Avocat, juge de paix à Morosaglia                                                   |
| 1861            | 1871              | Jules Pierre Pasqualini (1812-1888)                      |                        | Peintre, Inspecteur des Beaux-Arts                                                  |
| 1871            | 1877              | Ange Laurent Giovanninelli                               | Bonapartiste           | Général de division, chef de bataillon, Pastoreccia-di-Rostino                      |
| 1877            | 1883              | Blaise Delfini                                           | Républicain de droite  | Médecin, Gavignano                                                                  |
| 1883            | 1889              | Jean-Baptiste Saliceti                                   | Républicain            | Chanoine à Saliceto                                                                 |
| 1889            | 1895              | Sébastien Gavini                                         | Rallié à la République | Avocat à Bastia Député (1893-1898) Maire d'Île-Rousse (1896-1904)                   |
| 1895            | 1896 (annulation) | M. Delfini                                               | Républicain            |                                                                                     |
| 1896            | 1907              | Alfred Antoine Valentini (1854-?)                        | Républicain rallié     | Docteur en médecine à Bastia                                                        |
| 1907            | 1911 (décès)      | Paul Giannettini                                         | Républicain            | Avocat à Corte                                                                      |
| 1911            | 1913              | M. Delfini                                               | Républicain            | Instituteur à Gavignano                                                             |
| 1913            | 1919              | Térence Léonelli (1882-1954)                             | Rad.                   | Avocat à Corte puis Conseiller à la Cour d'Appel de Bastia Propriétaire à Gavignano |
| 1919            | 1925              | M. Delfini                                               | RG                     | Instituteur à Gavignano                                                             |
| 1925            | 1937              | M. Morucci                                               | RG                     | Médecin                                                                             |
| 1937            | 1940              | M. Polidori                                              | Rad.                   |                                                                                     |
|                 |                   |                                                          |                        |                                                                                     |
| 1945            | 1951              | François Colombani                                       | RG                     |                                                                                     |
| 1951            | 1958              | M. Le Bomin                                              | DVD                    |                                                                                     |
| 1958            | 1970 (décès)      | Pierre Polidori                                          | Rad. puis UDR          |                                                                                     |
| 1970            | 1971 (annulation) | Paul Ferrandi                                            | Rad.                   | Maire de Morosaglia                                                                 |
| 27 février 1972 | 1972 (annulation) | Bastien Mariani                                          | Rad. puis MRG          | Propriétaire à Morosaglia                                                           |
| 1972            | 1973              | siège vacant                                             |                        |                                                                                     |

### Conseillers d'arrondissement du canton de Morosaglia (de 1833 à 1940)
| Période                                  | Période | Identité                      | Étiquette | Qualité |
| ---------------------------------------- | ------- | ----------------------------- | --------- | --- |
| 1833                                     |         | Giovanni Polidori (1782-1854) |           | Juge de paix, propriétaire à Morosaglia                                                                     |
|                                          |         |                               |           | |
| 1852                                     | 1861    | Charles-Marie Giovanetti      |           | Propriétaire à Morosaglia                                                                                   |
| 1861                                     |         | Charles-Marie Giannettini     |           | Propriétaire à Bisinchi                                                                                     |
|                                          |         |                               |           | |
| avant 1877                               |         | Philippe Mattei (1841-1900)   |           | Capitaine de l'armée territoriale, maire de Valle-di-Rostino                                                |
|                                          |         |                               |           | |
| 1898                                     |         | M. Girolami                   |           | Propriétaire à Morosaglia                                                                                   |
| 1940                                     |         |                               |           | Les conseils d'arrondissement ont été suspendus par la loi du 12 octobre 1940 et n'ont jamais été réactivés |
| Les données manquantes sont à compléter. |         |                               |           | |

## Canton de Castifao-Morosaglia (1973-2015)
| Période | Période      | Identité         | Étiquette            | Qualité                                      |
| ------- | ------------ | ---------------- | -------------------- | -------------------------------------------- |
| 1973    | 1992         | Félicien Filippi | MRG puis PRG         | Maire de Castifao                            |
| 1992    | 2007 (décès) | Serge Grisoni    | DVG                  | Maire de Moltifao                            |
| 2007    | 2015         | Jacques Costa    | Corse Démocratie PRG | Entrepreneur de maçonnerie Maire de Moltifao |

## Composition
Le canton comprenait dix communes et comptait 2 969 habitants, selon le recensement de 2009 (population municipale).
| Communes            | Population (2012) | Code postal | Code Insee |
| ------------------- | ----------------- | ----------- | ---------- |
| Asco                | 126               | 20276       | 2B023      |
| Bisinchi            | 202               | 20235       | 2B039      |
| Castello-di-Rostino | 392               | 20235       | 2B079      |
| Castifao            | 156               | 20218       | 2B080      |
| Castineta           | 53                | 20218       | 2B082      |
| Gavignano           | 47                | 20218       | 2B122      |
| Moltifao            | 724               | 20218       | 2B162      |
| Morosaglia          | 1078              | 20218       | 2B169      |
| Saliceto            | 65                | 20218       | 2B267      |
| Valle-di-Rostino    | 126               | 20235       | 2B337      |

## Démographie
| 1975  | 1982  | 1990  | 1999  | 2006  | 2011  | 2012  |
| ----- | ----- | ----- | ----- | ----- | ----- | ----- |
| 2 310 | 2 362 | 2 151 | 2 531 | 2 830 | 3 020 | 3 005 |